# Giulia Tanno
Giulia Tanno (ur. 5 maja 1998) – szwajcarska narciarka dowolna, specjalizująca się w slopestyle'u i big air. W 2015 roku wystartowała w slopestyle'u na mistrzostwach świata w Kreischbergu, zajmując siódmą pozycję. W zawodach Pucharu Świata zadebiutowała 21 grudnia 2013 roku w Copper Mountain, zajmując 18. miejsce w slopestyle'u. Tym samym już w swoim debiucie wywalczyła pierwsze pucharowe punkty. Pierwszy raz na podium zawodów tego cyklu stanęła 24 stycznia 2016 roku w Mammoth Mountain, gdzie była druga w tej samej konkurencji. W zawodach tych rozdzieliła na podium Kanadyjkę Yuki Tsubotę i Emmę Dahlström ze Szwecji. W sezonie 2019/2020 zdobyła małą kryształową kulę za wygranie klasyfikacji big air. Z kolei w sezonie 2017/2018 w tej klasyfikacji zajęła drugie miejsce.

## Osiągnięcia

### Mistrzostwa świata
| Miejsce | Dzień       | Rok  | Miejscowość   | Konkurencja | Zwyciężczyni    |
| ------- | ----------- | ---- | ------------- | ----------- | --------------- |
| 7.      | 21 stycznia | 2015 | Kreischberg   | Slopestyle  | Lisa Zimmermann |
| 8.      | 19 marca    | 2017 | Sierra Nevada | Slopestyle  | Tess Ledeux     |
| DNS     | 2 lutego    | 2019 | Park City     | Big Air     | Tess Ledeux     |

### Puchar Świata

#### Miejsca w klasyfikacji generalnej
- sezon 2013/2014: 176.
- sezon 2014/2015: 51.
- sezon 2015/2016: 20.
- sezon 2016/2017: 21.
- sezon 2017/2018: 33.
- sezon 2018/2019: 60.
- sezon 2019/2020: 12.

Od sezonu 2020/2021 klasyfikacja generalna została zastąpiona przez klasyfikację Park & Pipe (OPP), łączącą slopestyle, halfpipe oraz big air.
- sezon 2020/2021: 8.
- sezon 2021/2022: 25.

#### Miejsca na podium w zawodach
1. Mammoth Mountain – 24 stycznia 2016 (slopestyle) – 2. miejsce
2. Silvaplana – 4 marca 2016 (slopestyle) – 2. miejsce
3. El Colorado – 3 września 2016 (big air) – 2. miejsce
4. Québec – 11 lutego 2017 (big air) – 2. miejsce
5. Québec – 12 lutego 2017 (slopestyle) – 3. miejsce
6. Cardrona – 27 sierpnia 2017 (slopestyle) – 2. miejsce
7. Mediolan – 18 listopada 2017 (big air) – 3. miejsce
8. Mönchengladbach – 1 grudnia 2017 (big air) – 1. miejsce
9. Font-Romeu – 12 stycznia 2019 (slopestyle) – 3. miejsce
10. Modena – 3 listopada 2019 (big air) – 2. miejsce
11. Pekin – 14 grudnia 2019 (big air) – 2. miejsce
12. Atlanta – 21 grudnia 2019 (big air) – 2. miejsce
13. Font-Romeu – 11 stycznia 2020 (slopestyle) – 2. miejsce
14. Kreischberg – 8 stycznia 2021 (big air) – 1. miejsce